# Liviu-Dieter Nisipeanu

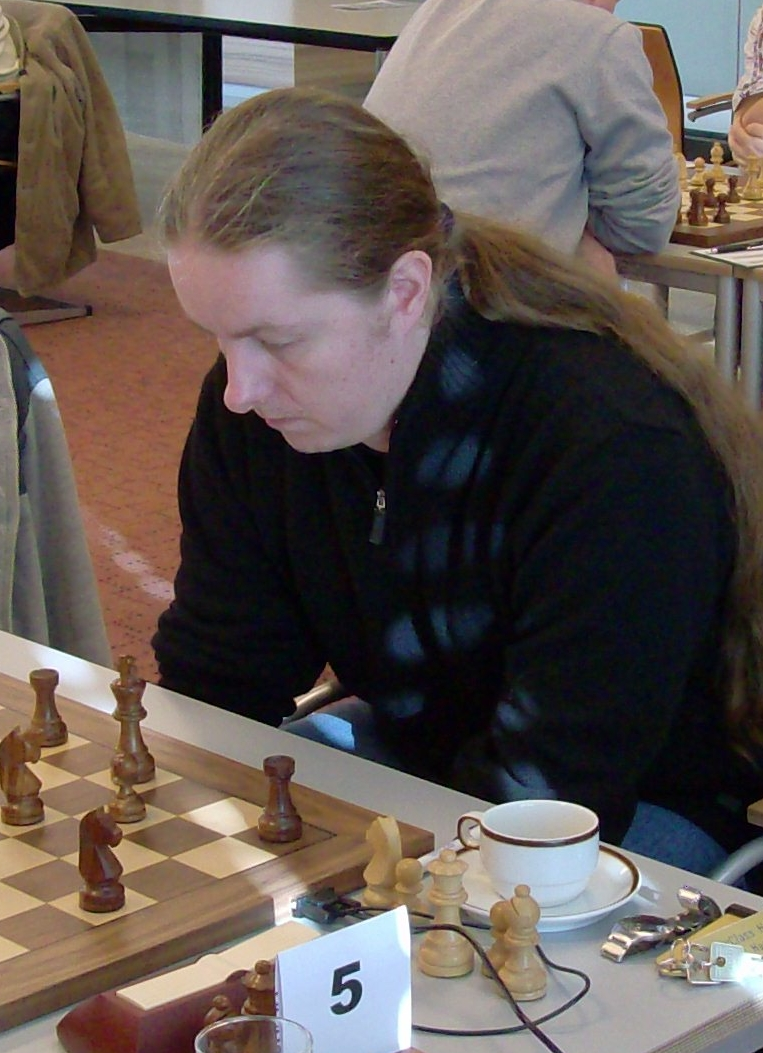
Liviu-Dieter Nisipeanu

Liviu-Dieter Nisipeanu, född 1 augusti 1976, är en rumänsk schackspelare och stormästare. 1999 kom han till semifinal i VM. Han blev Europamästare 2005. Nisipeanu har en Elo-rating på 2 661 poäng, vilket placerar honom på 68:de plats på FIDEs världsranking.